# Эферинген
Эферинген (нем. Everingen) — деревня в Германии, в земле Саксония-Анхальт. Входит в состав города Эбисфельде-Веферлинген района Бёрде. 
Население составляет 184 человека (на 31 декабря 2006 года). Занимает площадь 6,26 км².
До 31 августа 2010 года Эферинген имела статус общины (коммуны). 1 сентября 2010 года вошла в состав города Эбисфельде-Веферлинген. Последним бургомистром общины был Герд Шютте.